# Supraaglomerare

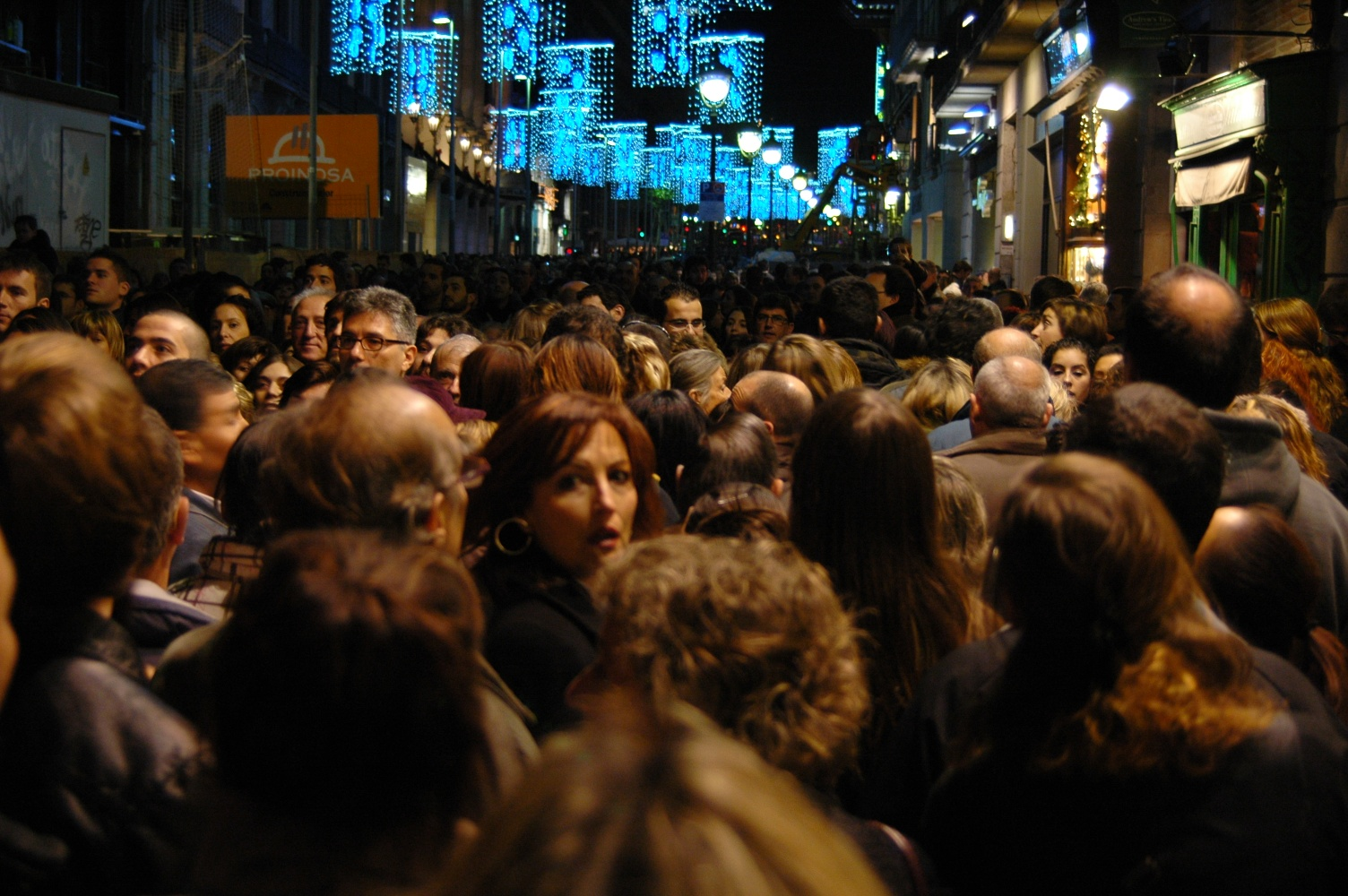
O stradă supraaglomerată din Catalonia, Spania, în perioada sărbătorilor de Crăciun

Supraaglomerarea sau aglomerarea reprezintă situația în care într-un anumit spațiu se află mai multe persoane decât este considerat tolerabil din punct de vedere al siguranței și sănătății. Siguranța și sănătatea depinzând de mediul înconjurător și de normele culturale locale. Supraaglomerarea poate fi temporară sau constantă și poate apărea acasă, în spații publice sau în transportul în comun.
În raportarea statistică și în scopuri administrative, aglomerația este măsurată de densitate și de obicei nu încorporează percepțiile oamenilor despre aglomerație. Supraaglomerarea se referă la răspunsul psihologic al oamenilor la densitate. Supraaglomerarea în casă poate provoca o îngrijorare deosebită, deoarece casa este locul de adăpost al unei persoane.
Efectele negative asupra calității vieții datorate aglomerației pot include contact fizic sporit, lipsa somnului, lipsa intimității și igienă precară.

## Riscuri datorate supraaglomerării
- Răspândirea bolilor infecțioase[2][3]
- Supărare psihologică[4]
- Violență[5]
- Ruperea relațiilor
- Somn de proastă calitate
- Dezvoltare lentă

## Indicatori pentru supraaglomerare

### Uniunea Europeană
Eurostat utilizează o definiție mai strictă a supraaglomerării, cunoscută sub denumirea de „Standardul dormitorului”. O gospodărie este considerată supraaglomerată dacă are mai puține camere decât suma:
- o cameră pentru gospodărie;
- o cameră pentru fiecare cuplu din gospodărie;
- o cameră pentru fiecare persoană singură de 18 ani sau mai mult;
- o cameră pentru fiecare pereche de persoane singure de același sex cu vârsta între 12 și 17 ani;
- o cameră pentru fiecare persoană singură între 12 și 17 ani care nu se încadrează în categoria anterioară;
- o cameră pentru fiecare pereche de copii sub 12 ani.

De exemplu, o gospodărie formată dintr-o singură persoană este considerată supraaglomerată dacă nu are o cameră de zi separată de dormitor (se aplică punctele 1 și 3).
Deși Standardul Dormitorului este susținut de majoritatea susținătorilor politicilor de locuire, standardele legale privind spațiul și ocuparea sunt adesea mai puțin generoase, parțiale (de exemplu, aplicabile doar locuințelor sociale) sau inexistente.
Cu toate acestea, în timp ce Standardul Dormitorului este în general susținut de susținătorii politicii, standardele legale de spațiu și de ocupare sunt de obicei fie mai puțin generoase, parțiale (de exemplu, se aplică doar locuințelor sociale) sau inexistente.
În perioada 2005-2010, procentul de populație supraaglomerată în România și Letonia a fost cel mai ridicat din Uniunea Europeană (55%). În statele UE postcomuniste, între 51% și 87% dintre locuințe au maximum trei camere.
Ciclul de viață rămâne un factor determinant în supraaglomerare. Est-europenii sub 18 ani sunt de 2,5 ori mai predispuși la supraaglomerare decât cei de peste 65 de ani. Accesibilitatea redusă la locuințe a tinerilor adulți, care au fost nevoiți să amâne plecarea de acasă, a contribuit la creșterea supraaglomerării, la fel ca și moștenirea unui fond de locuințe format din multe locuințe mici.

### Organizația Mondială a Sănătății
Organizația Mondială a Sănătății se concentrează asupra supraaglomerării în spațiile de dormit, în special ca factor de risc pentru răspândirea tuberculozei, și a dezvoltat indicatori pentru măsurarea acesteia.

## Soluții
Ca răspuns la supraaglomerarea transportului public, orașele și operatorii de transport se bazează pe tehnologie pentru soluții inovatoare. De exemplu, Adunarea de la Londra explorează modele moderne de vagoane și aplicații care îi ghidează pe navetiști către vagoanele mai puțin aglomerate. Tehnologii precum urmărirea Wi-Fi și analiza semnalelor mobile sunt testate pentru a monitoriza fluxurile de pasageri și pentru a optimiza capacitatea trenurilor. Aceste inițiative au scopul de a îmbunătăți experiența navetiștilor prin reducerea supraaglomerării și creșterea eficienței sistemelor de transport public.
Orașe precum New York și Boston folosesc date deschise și colaborarea între agenții pentru a combate supraaglomerarea. Prin colectarea de date detaliate despre încălcări în ceea ce privește locuințele, ocuparea și zonarea, orașele pot aborda preventiv supraaglomerarea potențială și pot aloca resursele în mod eficient pentru inspecții și aplicare. Această abordare include, de asemenea, măsuri inovatoare, precum monitorizarea conversiilor ilegale și utilizarea analizei predictive pentru a identifica proprietățile expuse riscului.